# Epika u stihu
Epika u stihu nastala je kao kolektivna tvorevina jednog naroda. Ona je starija književnost. Tu spadaju epska pjesma i ep (opširan spjev u stihovima koji opisuje mitske, povijesne ili legendarne događaje ili junačka djela; epopeja).